# Burg Hungerberg
Burg Hungerberg ist eine Burgruine südwestlich von Bochov (Buchau) auf dem Hladový vrch (Hungerberg) im Karlovarský kraj, Tschechien.

## Geschichte
Die Burg wurde kurz vor 1350 von den Brüdern Boresch V. der Ältere und Slauko V. von Riesenburg erbaut. Die Burg sollte nicht nur zum Schutz der neuentstehenden Stadt Buchau dienen, sie war auch das Verwaltungszentrum der Herrschaft Hungerberg der Herren von Riesenburg. Nach der verlorenen Schlacht 1406 zog König Wenzel IV. die Herrschaft Hungerberg mit Buchau und ebenso die Herrschaft Petschau ein und gab sie Ulrich von Hasenburg zum Lehen. 1410 kaufte Heinrich X. von Plauen ihm beide Herrschaften ab. Heinrichs Mutter Anna war aus dem Geschlecht der Riesenburger. Heinrich X. wurde 1413 von Wenzel zum Pfleger von Eger  und im Mai 1425 durch den neuen böhmischen König Sigismund zum Reichshofrichter ernannt.
Als am 15. oder 16. Juni 1426 der junge Meißner Burggraf Heinrich II. von Hartenstein aus dem Geschlecht der Meinheringer in der Schlacht bei Aussig gegen die Hussiten fiel, nahm der sächsische Kurfürst Friedrich der Streitbare kurzerhand alle Besitzungen des Burggrafen im Raum der Mark Meißen in Besitz. Zur gleichen Zeit bemächtigten sich die Schönburger der Grafschaft Hartenstein an der Zwickauer Mulde. Unabhängig davon setzte König Sigismund am 21. Juli 1426 Heinrich X. in das Amt des Burggrafen zu Meißen ein und belehnte ihn mit der Grafschaft Hartenstein. Vergeblich klagte Heinrich I., wie er sich jetzt als Burggraf zu Meißen und Herr von Hartenstein nannte, dagegen. Im Nachhinein bestätigte König Albrecht II. mit dem Schiedsspruch von Preßburg im Jahr 1439 die geschaffene Situation. Heinrich verblieben nur die Titel.
Sein Sohn Heinrich II., ursprünglich Parteigänger König  Georg von Podiebrad, fiel nach 1459 im Vertrag von Eger zwischen Böhmen und Sachsen von diesem ab, gehörte zu den führenden Köpfen der "Katholischen Herrenliga" und den  "Empörern", die den böhmischen Gegenkönig Matthias Corvinus unterstützten. 1469 verwüstete er Útvina, das wirtschaftliche Zentrum der späteren Herrschaft  Theusing. Im Gegenzug brannte Georg von Podiebrad die Stadt Buchau und die Burg auf dem Hungerberg nieder. Der Wiederaufbau der Stadt begann sofort und wurde ab 1471 durch den neuen König Wladislaw II. unterstützt. Die Burg auf dem Hungerberg wurde nicht wieder aufgebaut. Stattdessen  wurde in der Nähe der Stadt eine neue Burg erbaut, die Burg Neuhartenstein in Erinnerung an die verlorene Herrschaft Hartenstein. Sie wurde das neue Zentrum der Herrschaft, Heinrich II. nannte sich fortan Herr zu Neuhartenstein.
Heute befinden sich auf dem Hungerberg nur noch Befestigungsreste und ein tiefer Burggraben.